# Gliniany (potok)
Gliniany – potok, lewostronny dopływ Olzy o długości 3,46 km i powierzchni zlewni 4,51 km².
Potok płynie w Beskidzie Śląskim. Spływa w kierunku zachodnim, odwadniając południowe stoki Złotego Gronia i centrum Istebnej oraz północne stoki niskiego grzbietu między wzniesieniami Beskidu i Czerhli, będącego tu fragmentem Wielkiego Europejskiego Działu Wodnego. Do Olzy wpada na wysokości 498 m n.p.m. w istebniańskim przysiółku Szymcze.